# 국가송무
국가송무는 국가를 당사자(피고나 원고)로 하는 소송을 말한다. 대한민국에서는 공익법무관이나 군법무관 등이 국가송무업무를 맡는다. 현재 정부법무공단이 설립되어 국가송무를 많은 부분 담당한다.

## 참고 문헌
- 법무부, 2011년도 국가송무현황.
- 황철규, 국가송무기능 강화해야, 법률신문, 2009-08-31 보관됨 2013-01-31 - 웨이백 머신
- 2012-09-27 격변하는 법률시장… 국가송무의 역할 더 중요  김필규 이사장(정부법무공단) 보관됨 2013-01-25 - 웨이백 머신